# Paragigagnathus namibiaensis
Paragigagnathus namibiaensis är en spindeldjursart som först beskrevs av Edward A. Ueckermann och Loots 1988.  Paragigagnathus namibiaensis ingår i släktet Paragigagnathus och familjen Phytoseiidae. Inga underarter finns listade i Catalogue of Life.